# Ainudrilus angustivasa
Ainudrilus angustivasa är en ringmaskart som beskrevs av Pinder och Halse 2002. Ainudrilus angustivasa ingår i släktet Ainudrilus och familjen glattmaskar. Inga underarter finns listade i Catalogue of Life.